# منقارية فستوكية
منقارية فستوكية (الاسم العلمي:Rostraria festucoides) هي نوع من النباتات يتبع جنس المنقارية من الفصيلة النجيلية.